# Yxkullsund
Yxkullsund är ett naturreservat i Ljungby kommun i Kronobergs län.
Naturreservatet ligger på gränsen mellan Ljungby och Värnamo kommuner. Det omfattar 122 hektar och är skyddat sedan 2003. I norr gränsar området till sjön Furen och i öster till Gässjön. 

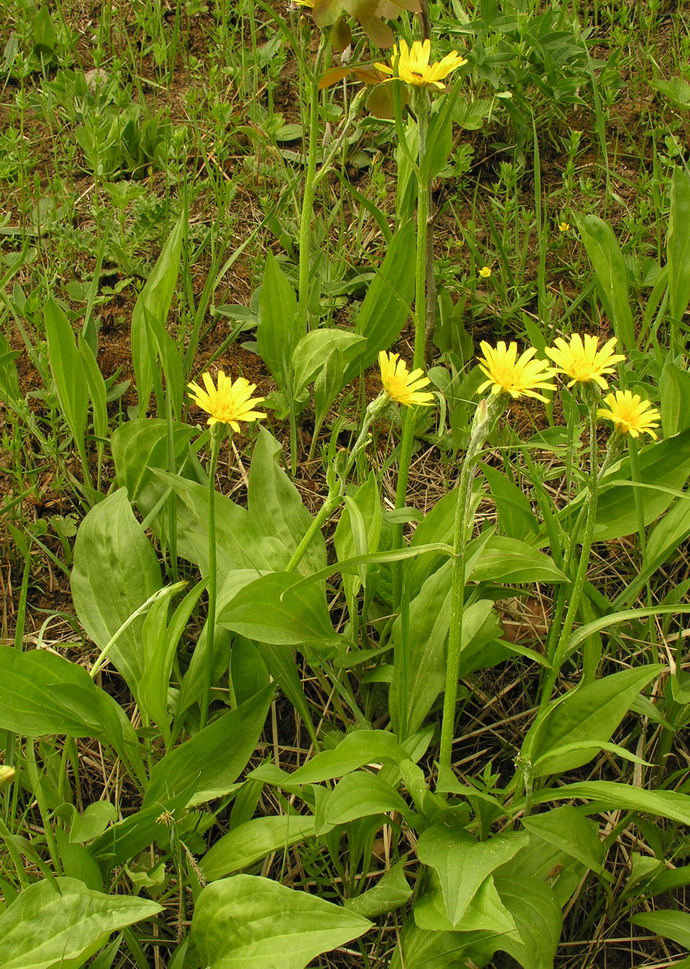
Svinrot

Inom området finns en blandning av öppet landskap, trädbärande betesmarker, ädellövskog, samt fuktiga slänter med sumpskog. Det finns gott om gamla, grova, lövträd framförallt ek. Där trivs lavar, svampar och insekter. Av dessa ska läderbaggen nämnas som är en stor skalbagge. Inom området finns ett rikt fågelliv. Där finns bland andra mindre hackspett, bivråk och nötkråka.
I betesmarkerna växer kattfot, svinrot, nattviol och klockgentiana. Man kan även hitta sjötåtel, rödlånke,  tandrot och blåsippa.
Området omkring Yxkullsunds säteri har brukats under lång tid. Det finns flera fornlämningar, fossil åkermark, många odlingsrösen, och mäktiga stenmurar.